# 不老橋

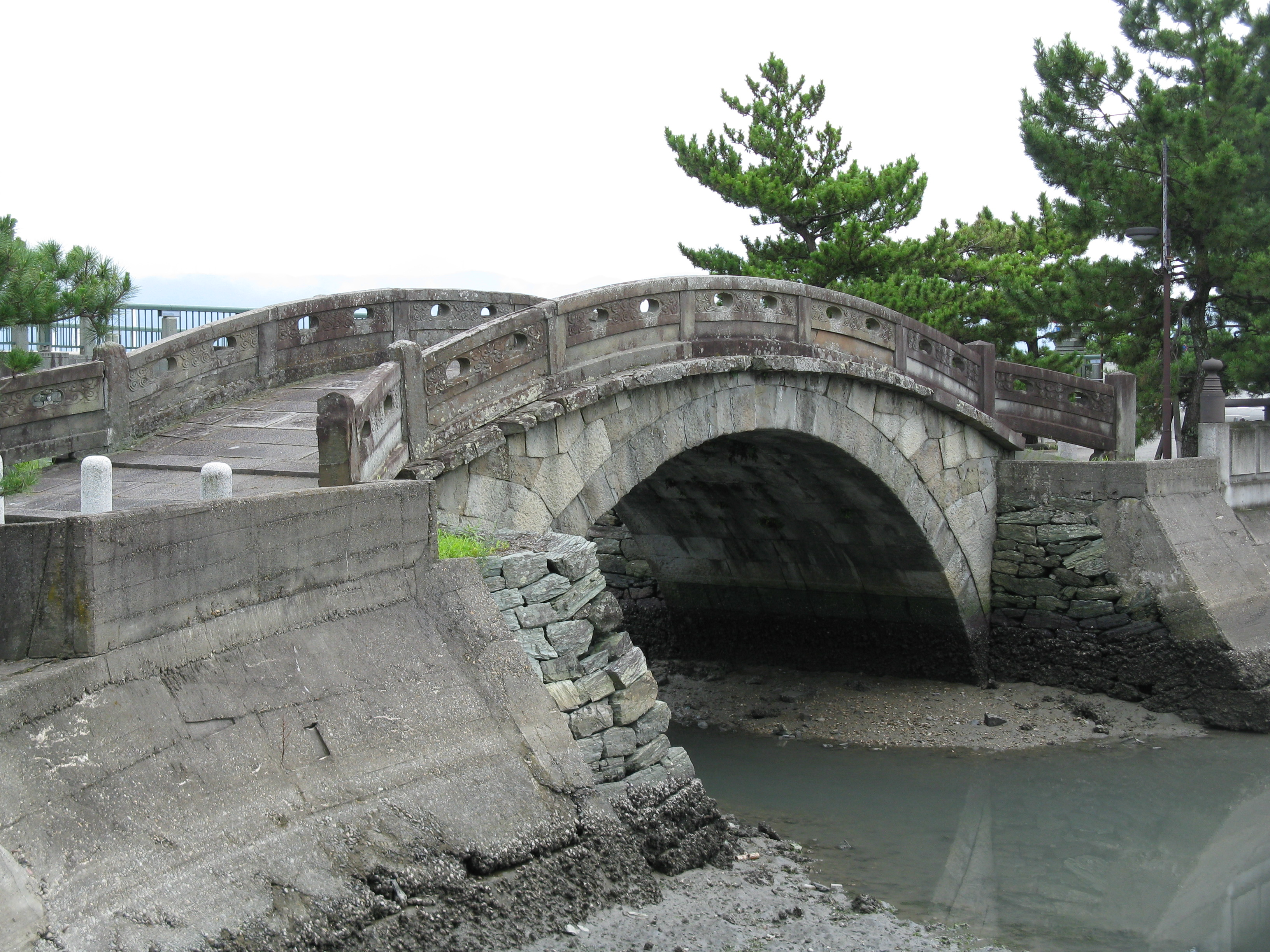
不老橋（北から見る）

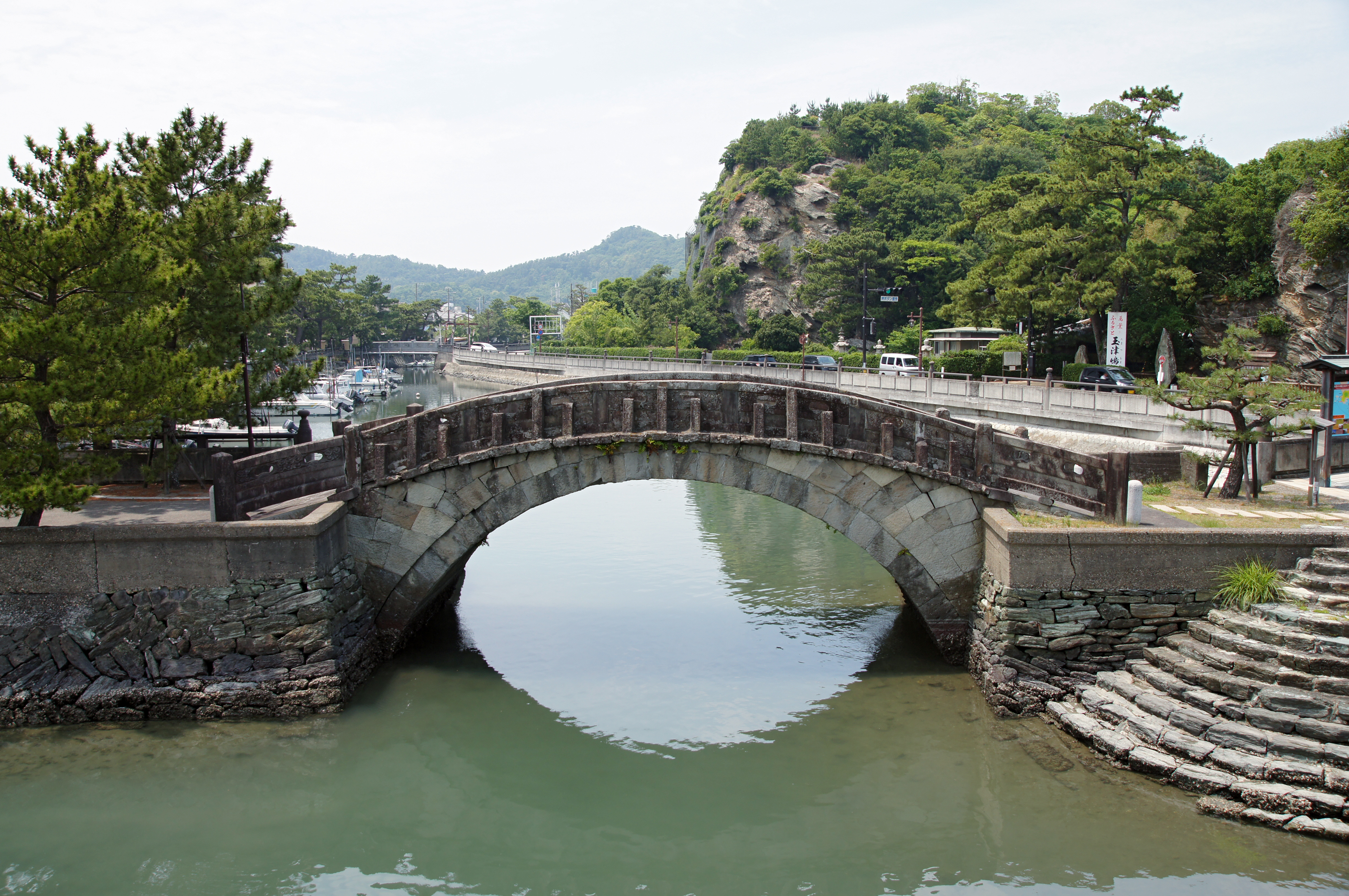
不老橋（東から見る）

不老橋（ふろうばし）は、和歌山県和歌山市和歌浦に位置するアーチ型の石橋である。

## 概要
片男波松原にあった紀州東照宮御旅所の移築に際して、第10代紀州藩主徳川治寶の命によって架けられた。第13代藩主徳川慶福の治世の嘉永3年（1850年）に着工し、翌4年（1851年）に完成した。よく三断橋と混同されるが、三断橋は初代藩主徳川頼宣が架橋したものである。
石材は和泉砂岩を使用し、敷石やアーチ部分の内輪石には直方体状の石材が使用されている。
不老橋は、徳川家康を祀る紀州東照宮の和歌祭の際に、紀州徳川家や東照宮関係者の人々が、御旅所に向かうために通行した「御成道」に架橋したものである。
橋台のアーチ部分は肥後熊本の石工集団の施工であり、勾欄部分については湯浅の石屋忠兵衛の施工と推定されている。勾欄部分は雲を文様化したものが見られる。
江戸時代のアーチ型石橋は、九州地方以外では大変珍しく、特に勾欄部分の彫刻が優れている。
近年までは不老橋を渡ったところに「不老館」という和風建築の建物があったが、解体され、現在は和歌の浦アート・キューブになっている。
橋は和歌山市指定文化財（建造物）に指定されており、和歌山県指定史跡・名勝「和歌の浦」（2008年6月15日指定）および国の名勝「和歌の浦」（2010年8月5日指定）の構成要素でもある。

## 交通アクセス
- 南海和歌山市駅、JR和歌山駅から和歌山バス新和歌浦行きに乗車し、不老橋停留所下車すぐ。

## 周辺
- 和歌浦
  - 雑賀崎
  - 番所庭園
  - 新和歌浦
  - 紀州東照宮
  - 和歌浦天満宮
  - 玉津島神社
  - 片男波海水浴場
  - 海禅院（観海閣・多宝塔）
  - 塩竈神社
  - 和歌の浦アート・キューブ
- 養翠園
- 六三園